# Heilig Dreifaltigkeit (Bayreuth)

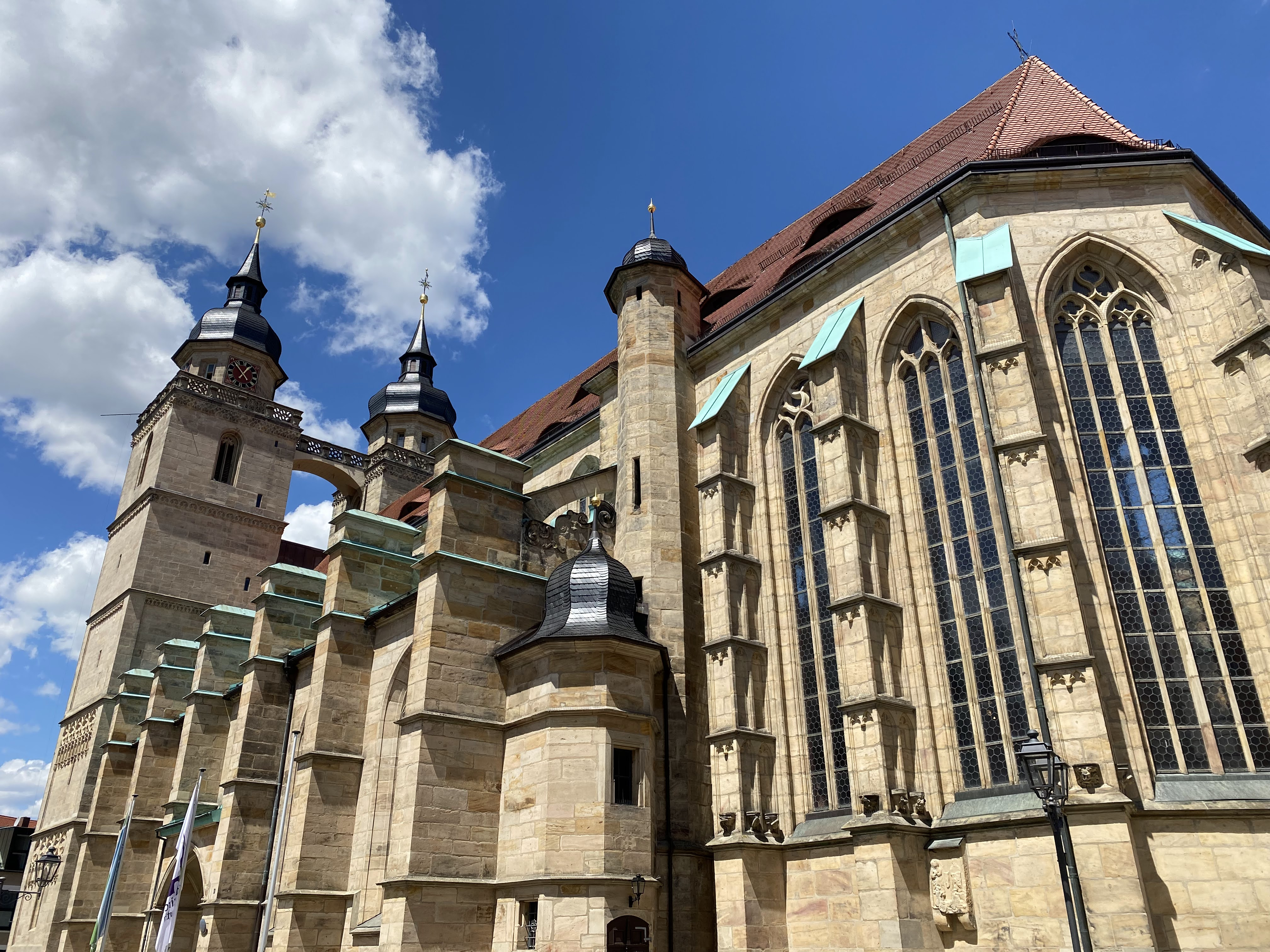
Südfassade der Stadtkirche

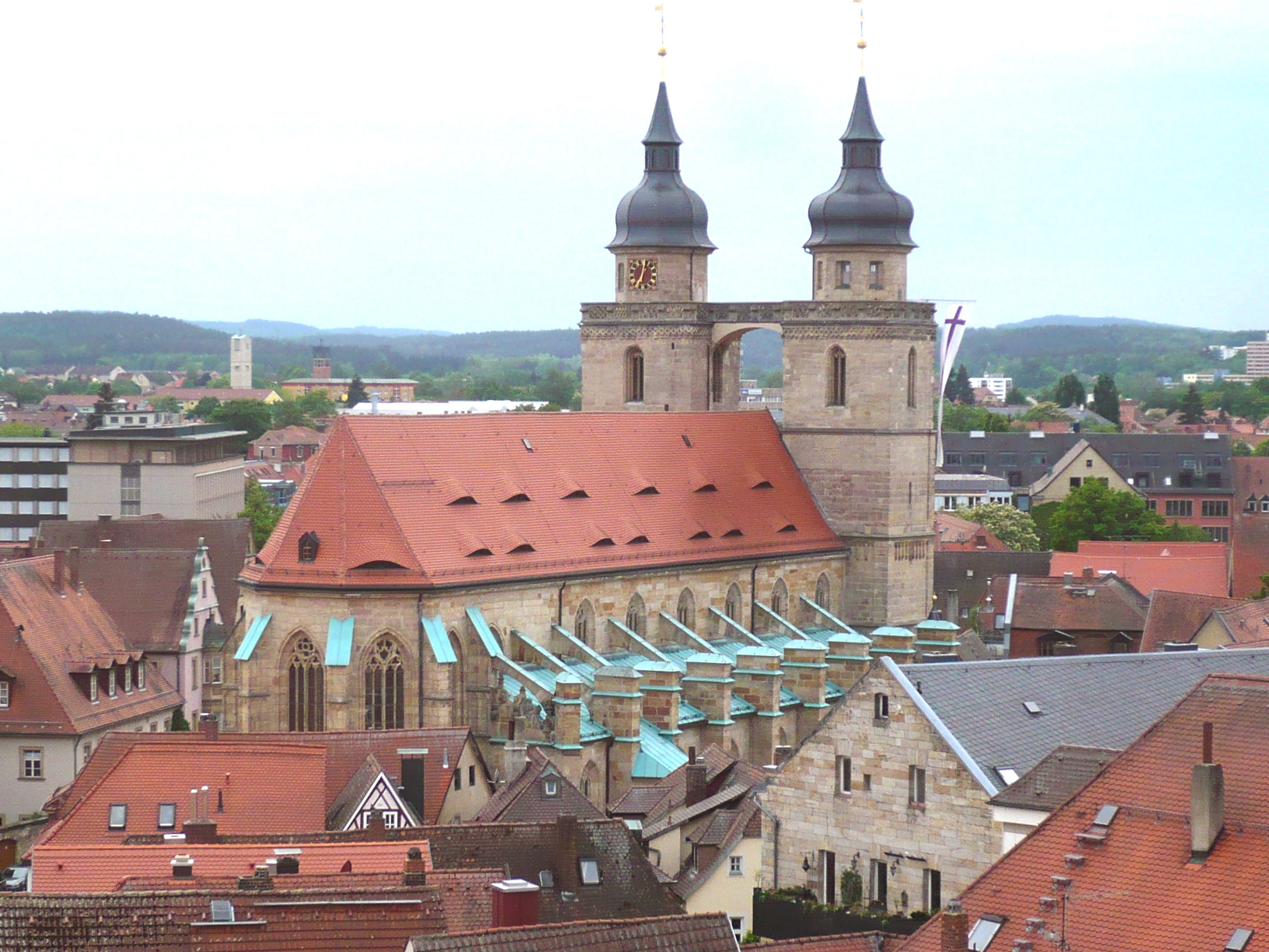
Stadtkirche vom Schlossturm aus gesehen

Die evangelisch-lutherische Stadtkirche Heilig Dreifaltigkeit in Bayreuth ist eine dreischiffige evangelische Basilika im spätgotischen Stil und die größte Kirche der Stadt. Der der heiligen Magdalena gewidmete Vorgängerbau, eine Tochterkirche der Sankt-Nikolaus-Kirche in der Altenstadt, wurde bei einem Stadtbrand im Jahr 1605 zerstört. 1611 begann der Wiederaufbau der Kirche, am Ersten Advent 1614 wurde sie der Heiligen Dreifaltigkeit geweiht.

## Lage

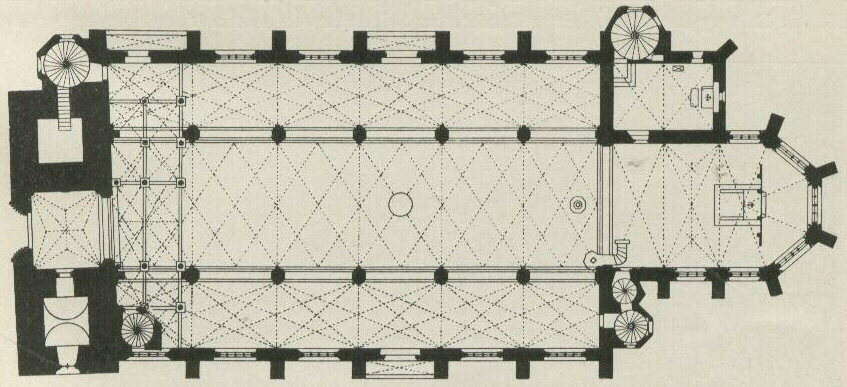
Grundriss

Die Bayreuther Stadtkirche steht in der historischen Innenstadt, unweit der Friedrichstraße am Rand der Fußgängerzone. Der Kirchplatz ist eng mit Häusern umbaut, die Südfront zur Kanzleistraße hin ist offen. Nördlich angrenzend befindet sich das Historische Museum in der ehemaligen Lateinschule, unweit davon stehen einige der Burggüter der Stadt Bayreuth.

## Geschichte

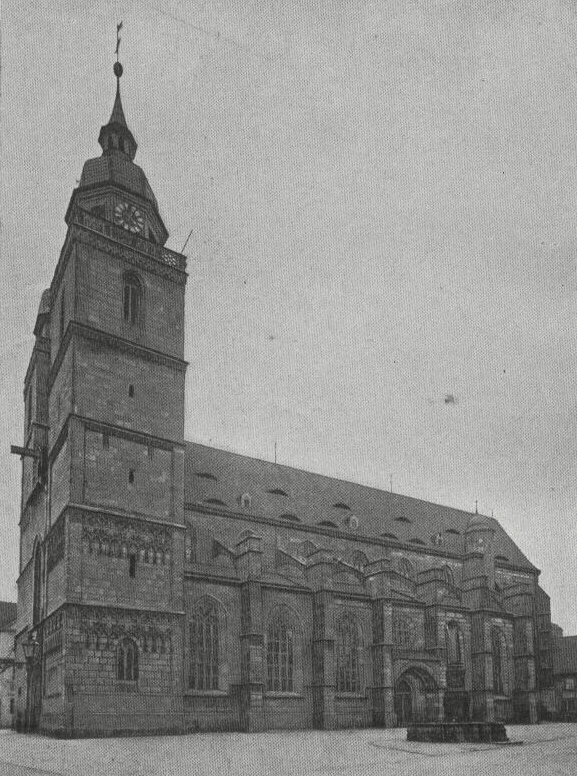
Ansicht des Langhauses von Süden, 1902

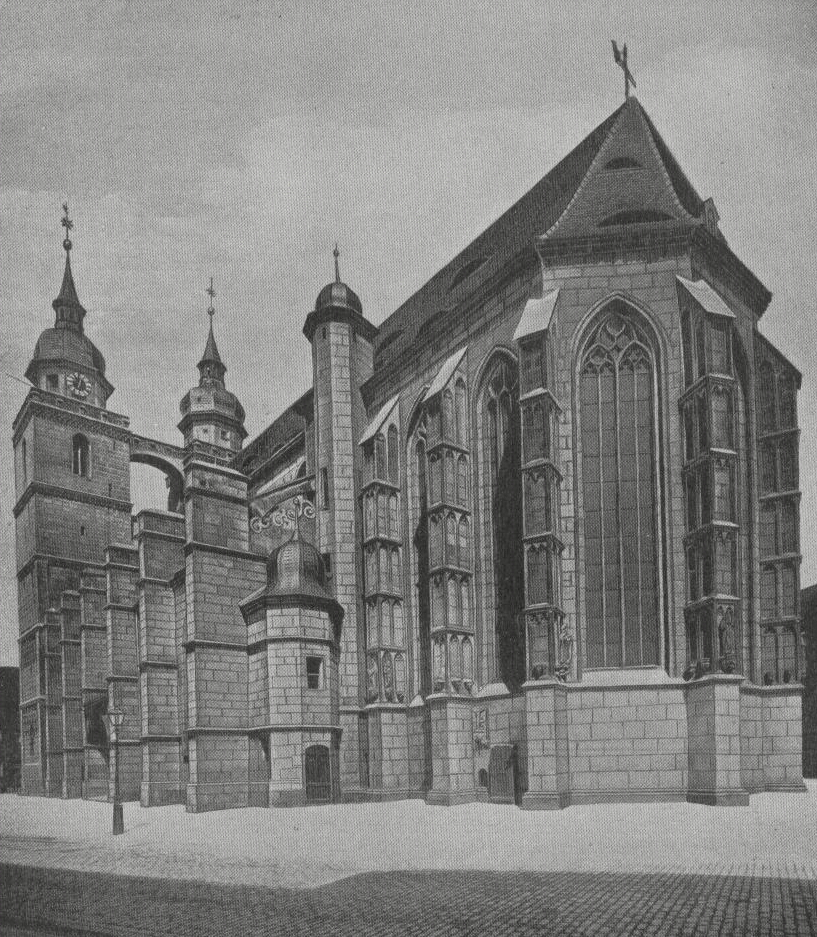
Choransicht, 1902

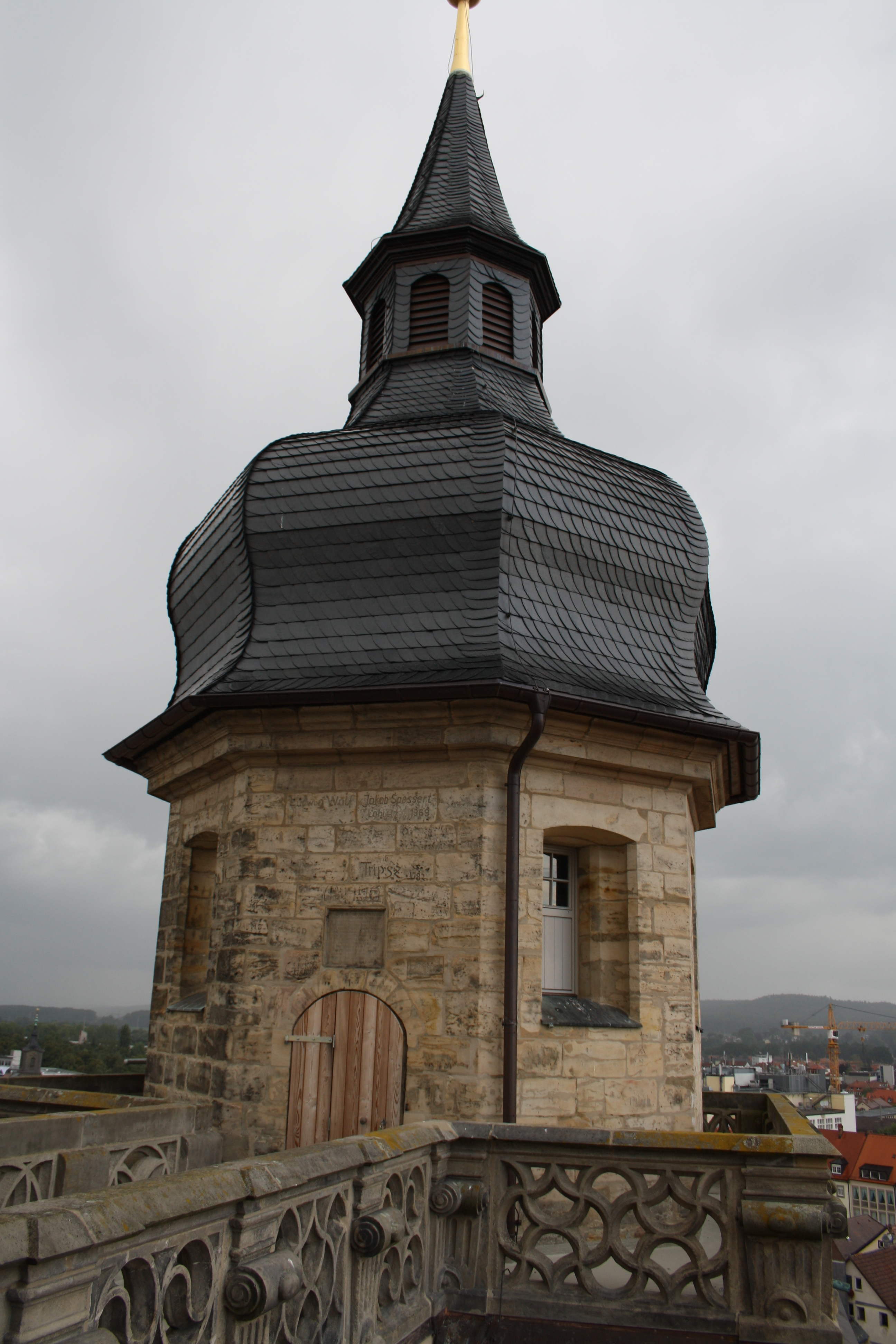
Türmerhaus auf dem Nordturm

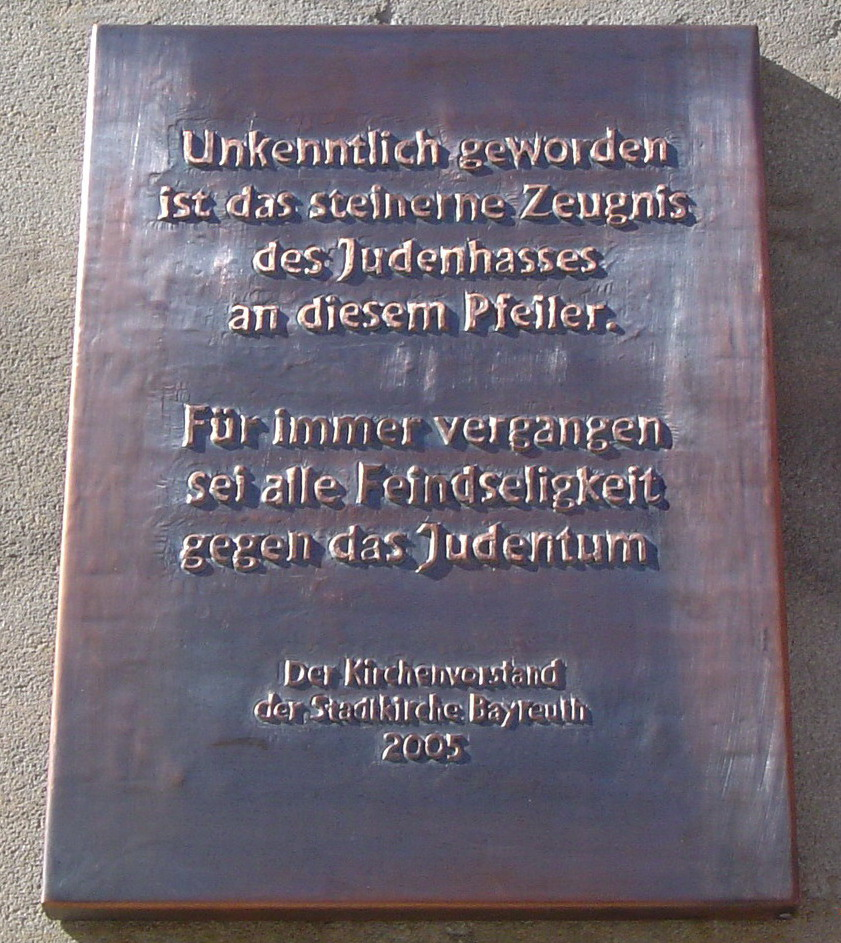
Gedenktafel an der Stelle der 2004 entfernten „Judensau“

Eine erste Kirche mit nur einem Turm wurde vermutlich am 9. November 1194 vom Bamberger Bischof Otto II. geweiht. Bei seinem Aufenthalt in Bayreuth unterzeichnete er eine Urkunde, die zugleich die Ersterwähnung Bayreuths darstellt. Im Untergeschoss des Nordturms sind Reste jenes Bauwerks erhalten.
Nach der Zerstörung durch die Hussiten Anfang Februar 1430 begann 1437 der Bau der Kirche in ihren heutigen Ausmaßen. Nach den Plänen des Bamberger Steinmetzen Meister Oswald entstand ein neues Gotteshaus. Es ist 55 Meter lang, 20 Meter breit und 16 Meter hoch, die beiden Türme haben eine Höhe von rund 50 Metern. Die Kirche ist etwa dreimal so groß wie der Vorgängerbau; sie konnte nach jahrelanger Bauunterbrechung erst 1495 fertiggestellt werden. Der Bau ist geostet, der Chor mit dem Altar befindet sich am östlichen Ende. Das 16 Meter hohe Mittelschiff ist durch sieben spitzbogige Arkaden von den beiden Seitenschiffen getrennt, ein Querhaus existiert nicht.
Noch im 15. Jahrhundert hatte die Sankt-Nikolaus-Kirche die Pfarreirechte der Stadt Bayreuth inne. Zwischen 1444 und 1529 entstanden der zweite Turm, eine die Türme verbindende Holzbrücke und die Türmerwohnung. Die beiden Türme sind gegenüber der Längsachse des Mittelschiffs nach Süden hin versetzt angeordnet. Am 12. Mai 1448 trat erstmals ein Türmer seinen Dienst an.
1513 wurde auf der Südseite der Kirche eine Kapelle geweiht, die allerdings schon einen Vorgängerbau hatte. Sie stand an der Stelle des 1788 erbauten Obeliskenbrunnens und diente als Beinhaus für den um die Stadtkirche gelegenen Friedhof. Der zweigeschossige, von einem Dachreiter gekrönte Bau wies unten ein Gewölbe auf, in dem die Gebeine aufgeschichtet waren. Darüber befand sich ein flach gedeckter, mit Fresken bemalter Sakralraum. Nach der Einführung der Reformation durch Markgraf Georg der Fromme im Jahr 1528 wurde die Kapelle profaniert. Sie wurde dem neu gegründeten „Gemeinen Almosenkasten“ zur Verfügung gestellt, der arme und gebrechliche Menschen versorgte. Auf Vorrat angeschaffte Lebensmittel wurden in der ehemaligen Kapelle gelagert, die nun die Bezeichnung Almosenkasten erhielt.
Markgraf Christian verlegte im Jahr 1603 seine Residenz von Kulmbach nach Bayreuth. Beim ersten Stadtbrand im Jahr 1605 wurde die Kirche stark beschädigt. Von 1611 bis 1614 baute der markgräfliche Hofbaumeister Michael Mebart die Kirche zur Hofkirche und zur Hauptkirche des Fürstentums Brandenburg-Bayreuth aus. Die Holzdecke wurde nicht mehr erneuert, sondern durch eine Gewölbedecke ersetzt. Unter dem Chorraum wurde die Fürstengruft angelegt, bis zur Mitte des 18. Jahrhunderts diente sie als Grablege für insgesamt 26 Mitglieder der Markgrafenfamilie.
1621 wurde die Kirche beim zweiten Stadtbrand erneut in Mitleidenschaft gezogen. Durch Funkenflug gerieten die beiden Turmhauben in Brand, und der Nordturm stürzte auf das Kirchendach. Im Innenraum wurden die Orgel und das Gestühl zerstört. Das Erdgeschoss des Nordturms ist aufgrund der Verfüllung mit Trümmern nicht mehr zugänglich. An der Außenwand wurde daher ein kleiner Treppenturm angebaut.
1634 durchschlug im Dreißigjährigen Krieg eine Kanonenkugel ein Chorfenster, richtete trotz vollbesetzter Kirche aber keinen Personenschaden an. An diese Begebenheit erinnert ein stilisiertes zerbrochenes Fenster mit Jahreszahl im Glas am Chor. Seit 1668 haben die Türme ihre heutige Gestalt mit welschen Hauben und einer steinernen Brücke.
1848 wurde Johann Christian Wilhelm Dittmar Pfarrer an der Kirche. Eine umfassende Renovierung und Purifizierung (Stilbereinigung) im 19. Jahrhundert beseitigte wesentliche Ausstattungsbestandteile, wie barocke Schmuckelemente. Das Hauptportal zwischen den Türmen wurde mit neogotischen Elementen ausgestattet, der ursprüngliche bescheidenere Figurenschmuck ging verloren. Das Amt des Türmers wurde 1932 abgeschafft, der letzte Stadttürmer Johann Münch lebte mit seiner Familie von 1908 bis zu seinem Tod 1934 in der Türmerwohnung im Nordturm.
Nach der Machtergreifung der Nationalsozialisten wurde in den lutherischen Kreisen Bayreuths der „Aufbruch der Nation“ überwiegend positiv aufgenommen. Im März 1933 hissten die örtlichen Pfarrhäuser Schwarz-Weiß-Rot – eine Absage an die Weimarer Republik. Oberkirchenrat Prieser hielt am 5. März 1933 in der Stadtkirche eine Predigt zum Thema „Fall und Wiederaufstieg unseres Volkes“. Mit Fahnen zogen am folgenden Sonntag vaterländische Verbände zu einem Gottesdienst in die Stadtkirche ein, und ein Musikzug der SA intonierte das Altniederländische Dankgebet. Am 21. März 1933, dem Tag von Potsdam, läuteten die Glocken der Stadtkirche.
Im September 1969 wurde auch auf dem Nordturm ein zwei Meter hohes vergoldetes Kreuz installiert. Bei der Renovierung der Kirche von 1975 bis 1978 wurden die Emporen entfernt. Mit Karl Braun predigte 1998 erstmals an einem Reformationstag ein amtierender Bamberger Erzbischof in der lutherischen Hauptkirche Oberfrankens.
Bis ins 21. Jahrhundert befand sich an der Ostseite der Stadtkirche die mittelalterliche antijüdische Darstellung einer „Judensau“. Die stark verwitterte Skulptur wurde im Jahr 2004 beseitigt.
Erhebliche Bauschäden, welche die Stabilität des Bauwerks gefährdeten, führten 2006 zur vorübergehenden Schließung des Gebäudes mit nachfolgender gründlicher Sanierung. Die Wände des Langhauses waren durch die schlechte Ableitung des Gewölbedrucks jeweils 16 cm aus dem Lot geraten, was zu Brüchen in den Gewölberippen und im Chorbogen geführt hatte. Von Steinfriesen und Mauerwerk hatten sich Einzelteile gelöst. Mehrere Initiativen setzten sich für die Sanierung ein. Die Kirche wurde am 1. Advent 2014 unter Beteiligung von Landesbischof Heinrich Bedford-Strohm feierlich wieder eröffnet.

## Bedeutung
Bereits im Mittelalter hatte die Kirche eine gewisse offizielle Funktion: In einem Erlass bestimmte der Burggraf Johann III. im Jahr 1415 die Bayreuther Stadtkirche zusammen mit der Pfarrei St. Peter zu Kulmbach zum Versammlungsort. Nach der Verlegung der Hohenzollernresidenz von Kulmbach nach Bayreuth wurde die Kirche Anfang des 17. Jahrhunderts Hauptkirche des Fürstentums Brandenburg-Bayreuth.
Die Stadtkirche gehört heute mit der Spitalkirche und der Gottesackerkirche auf dem Stadtfriedhof zur evangelisch-lutherischen Kirchengemeinde Bayreuth-Stadtkirche. Sie ist Sitz der Regionalbischöfin des Kirchenkreises Bayreuth und des Dekans für 28 Pfarreien.

## Ausstattung

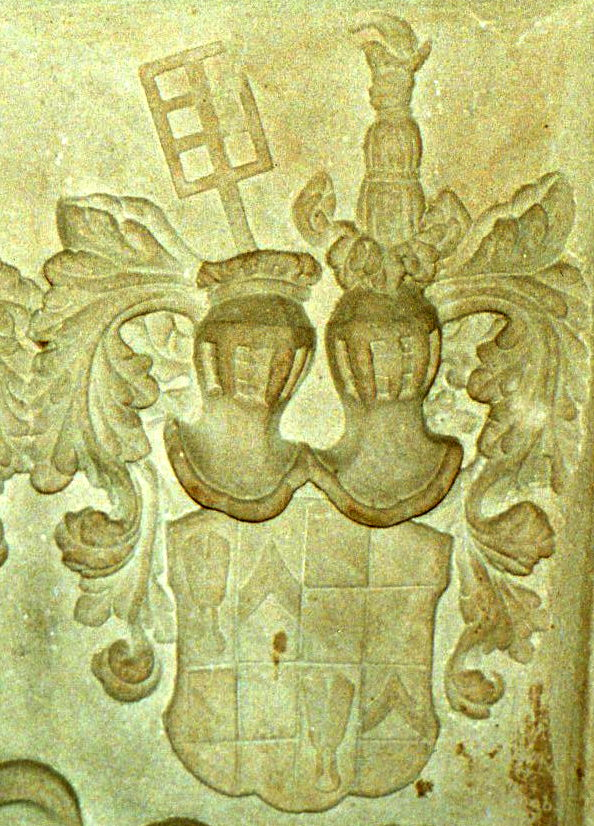
Gemehrtes Wappen derer von Schaumberg auf einem Epitaph

Zur Innenausstattung zählen der Hochaltar aus dem 17. Jahrhundert, ein neugotischer Taufstein, mehrere Gemälde, ein Altarkruzifix und zwei Sandsteinreliefs.

### Hochaltar
Der Hochaltar von 1615 wurde von Markgräfin Maria gestiftet. Er erinnert an einen gotischen Drei-Flügel-Altar. Die Tafelbilder stammen allerdings aus dem frühen 19. Jahrhundert und wurden von dem aus Bayreuth stammenden August Riedel gemalt.

### Kanzel und Taufstein
Die Kanzel mit einem kunstvoll geschnitzten neugotischen Kanzeldeckel wurde erst 1871/72 zusammen mit den Bänken und dem Taufstein angebracht. Bei Letzterem wurden acht Alabaster-Reliefs von 1615 mitverwendet. Diese schuf, ebenso wie den Hauptaltar der Kirche, der Nürnberger Bildhauer Hans Werner.

### Epitaphien
Die Kirche beherbergt eine größere Anzahl gut erhaltener Epitaphien aus Stein. Diese stammen aus dem 17. und 18. Jahrhundert. Darunter befindet sich eine große Zahl von Kindergrabsteinen. Häufig vorkommende Familien sind Kanne, von Feilitzsch, von Pudewels, aber auch weitere Adelsfamilien von lokaler Bedeutung, wie Erffa, Künsberg und Lüschwitz.
In der Kirche befinden sich auch einige ältere Epitaphien aus Holz für Pfarrer und Superintendent Justus Bloch und den Bayreuther Bürgermeister Pankrazius Bidermann. Das sogenannte Küffnersche Epitaph in Altarform enthält zwei Besonderheiten: Das Mittelteil stammt aus der Ausstattung der Vorgängerkirche um 1500. Die Predella, um 1615 angefertigt, zeigt die älteste erhaltene Ansicht der Stadt Bayreuth.

### Orgeln

#### Orgeln bis zur Reformation
1476 fand eine so genannte Orgelprobe statt. 1482 erfolgte der Neubau einer Orgel. Man nimmt an, dass bei der Orgelprobe von 1476 entweder eine ältere Orgel repariert oder ein Gutachten erstellt wurde, das den Neubau empfahl. Den Auftrag erhielt der Orgelbauer Linhard Lilgenweiß aus Bamberg. Diese Orgel wurde mehrfach repariert, so 1498 und zuletzt 1523. Mit der Einführung der Reformation ließ man die Orgel verfallen. 1549 wurde sie abgebrochen und teilweise verkauft.

#### Rottenstein-Cumpenius-Orgel
Unter Markgraf Georg Friedrich wurde die Kirchenmusik wieder belebt und der Rat der Stadt gab bei Orgelmacher Hermann Raphael Rodensteen in Zwickau eine neue Orgel in Auftrag, die 1573 fertiggestellt wurde. Sie war einmanualig mit angehängtem Pedal und elf klingenden Stimmen. Weil das alte Schwalbennest die neue Orgel nicht tragen konnte, wurde an der Westseite eine steinerne Empore eingebaut.
1596 wurde bei Timotheus Compenius von Staffelstein eine Erweiterung, ein selbstständiges Pedal mit vier Registern, bestellt. Die Orgel war im Jahr 1596 fertiggestellt. Beim Großbrand von 1605 wurden die Kirche und auch die Orgel zerstört.

#### Fritzsche-Orgel und Tretzscher-Orgel
Nach dem Wiederaufbau der Kirche in den Jahren 1611 bis 1614 erhielt der kursächsische Orgelbauer Gottfried Fritzsche in Dresden den Auftrag für eine neue Orgel mit insgesamt 35 Registern. Sie kostete über 4000 fl. Die Einweihung im Jahre 1619 war ein besonderes Fest. Eingeladen waren die vier besten Orgelspieler dieser Zeit: Samuel Scheidt aus Halle, Michael Praetorius aus Wolfenbüttel, Heinrich Schütz aus Dresden und Johann Staden aus Nürnberg. Die Fritzscheorgel bestand aber nur bis zum zweiten Stadtbrand von 1621.
Während des Dreißigjährigen Kriegs war an einen Orgelneubau nicht zu denken. Deshalb musste bis 1653 ein Positiv als Notbehelf dienen.
1652 stellte sich der aus Böhmen stammende Orgelbauer Matthias Tretzscher bei den Räten der Stadt vor und bot den Bau einer neuen Orgel an, wobei er vier verschiedene Vorschläge ausarbeitete. Bereits 1653 war die neue Orgel fertig. Sie hatte zwei Manuale, ein Pedal und insgesamt 20 Register. Tretzscher erhielt schließlich das Orgelbauprivileg für die Markgrafschaft. 1654 verlegte er seine Werkstatt nach Kulmbach.
Unter Tretzschers Nachfolger wurden die Register der Orgel neu geordnet und um zwei neue erweitert. Weitere Renovierungen erfolgten 1749, 1774/1775, 1779/1780. 1843/1844 wurde u. a. die Orgel vom Orgel- in den tieferen Kammerton umgestimmt und ein freistehender Spieltisch eingerichtet. 1871/1872 wurden bei der sogenannten Purifizierung (Entbarockisierung) der Kirche die letzten Reste des barocken Orgelprospekts durch ein neugotisches Gehäuse ersetzt. Im letzten Bauzustand hatte die Orgel 31 Register.

#### Strebel-Orgel und Interimsorgel

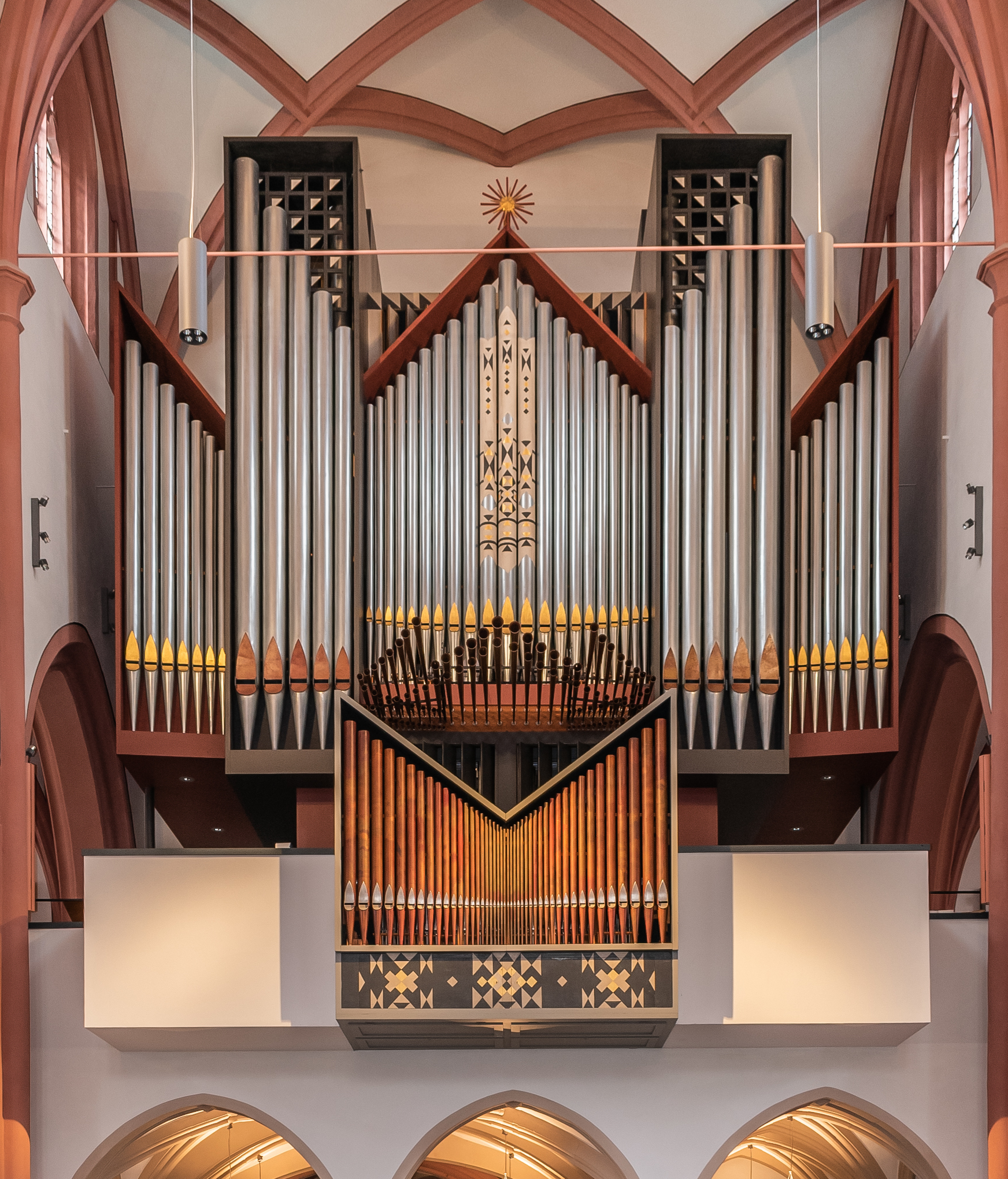
Dreifaltigkeitsorgel

Mit der 1913 eingebauten Orgel mit drei Manualen und 60 Registern schufen die Gebrüder Herrmann und Wilhelm Strebel, Söhne des Orgelbauers Johannes Strebel, ein „Renommierinstrument“ mit drei Manualen, 60 Registern und 4065 Pfeifen. Bereits im März 1918 zerstörte ein Orgelbrand das Instrument. Wegen der fortlaufenden Geldentwertung konnte erst 1923 eine so genannte Interimsorgel der Firma Steinmeyer in Oettingen angeschafft werden.

#### Dreifaltigkeitsorgel (Hauptorgel)
Im Jahre 1961 wurde die Interimsorgel durch die heutige Hauptorgel, die sogenannte Dreifaltigkeitsorgel ersetzt. Das Instrument wurde von dem Orgelbauer G. F. Steinmeyer (Oettingen) erbaut und hatte ursprünglich 60 Register. Im Jahre 2014 wurde das Instrument von Orgelbau Vleugels (Hardheim) renoviert und erweitert. Das Instrument hat heute 70 Register auf vier Manualen und Pedal.
| I Rückpositiv C–g3 |                 |       |
| 1.                 | Grobgedeckt     | 08′   |
| 2.                 | Dulzflöte       | 08′   |
| 3.                 | Praestant       | 04′   |
| 4.                 | Rohrflöte       | 04′   |
| 5.                 | Oktave          | 02′   |
| 6.                 | Hohlflöte       | 02′   |
| 7.                 | Sesquialtera II | 2 ⁄3′ |
| 8.                 | Scharff IV      | 01′   |
| 9.                 | Dulzian         | 16′   |
| 10.                | Krummhorn       | 08′   |
|                    | Tremulant       |       |

| II Hauptwerk C–g3 |                |        |     |
| 11.               | Prinzipal      | 16′    |     |
| 12.               | Oktave         | 08′    |     |
| 13.               | Rohrgedackt    | 08′    |     |
| 14.               | Spitzgambe     | 08′    |     |
| 15.               | Pommer         | 5 1⁄3′ |     |
| 16.               | Oktave         | 04′    |     |
| 17.               | Kleingedeckt   | 04′    |     |
| 18.               | Quinte         | 2 ⁄3′  | (N) |
| 19.               | Oktave         | 02′    |     |
| 20.               | Cornet II–III  | 2 ⁄3′  |     |
| 21.               | Rauschflöte IV | 2 ⁄3′  |     |
| 22.               | Mixtur IV–VI   | 1 ⁄3′  |     |
| 23.               | Chamade        | 16′    |     |
| 24.               | Chamade        | 08′    |     |
| 25.               | Trompete       | 08′    | (N) |

| III Schwellwerk C–g3 |                      |        |     |
| 26.                  | Großgedeckt          | 16′    |     |
| 27.                  | Holzprinzipal        | 08′    |     |
| 28.                  | Liebl. Gedeckt       | 08′    |     |
| 29.                  | Salicional           | 08′    |     |
| 30.                  | Aeoline              | 08′    | (N) |
| 31.                  | Vox coelestis        | 08′    | (N) |
| 32.                  | Weitoktave           | 04′    |     |
| 33.                  | Flachflöte           | 04′    |     |
| 34.                  | Rohrnasat            | 2 ⁄3′  |     |
| 35.                  | Waldflöte            | 02′    |     |
| 36.                  | Terz                 | 1 3⁄5′ | (N) |
| 37.                  | Flageolet            | 01′    |     |
| 38.                  | Echokornett II–IV    | 1 ⁄3′  |     |
| 39.                  | Plein Jeu VI         | 02′    |     |
| 40.                  | Fagott               | 16′    |     |
| 41.                  | Trompette harmonique | 08′    |     |
| 42.                  | Hautbois             | 08′    | (N) |
| 43.                  | Clairon              | 04′    |     |
| 44.                  | Voix humaine         | 8′     | (N) |
|                      | Tremulant            |        |     |

| IV Schwell-Brustwerk C–g3 |                     |        |
| 45.                       | Koppelflöte         | 8′     |
| 46.                       | Nachthorn           | 4′     |
| 47.                       | Prinzipal           | 2′     |
| 48.                       | Terz                | 1 3⁄5′ |
| 49.                       | Quint               | 1 ⁄3′  |
| 50.                       | Oktave              | 1′     |
| 51.                       | Scharffcymbel IV–VI | 2⁄3′   |
| 52.                       | Trichterregal       | 8′     |
| 53.                       | Kopftrompete        | 4′     |
|                           | Tremulant           |        |

| Pedalwerk C–f1 |               |         |     |
| 54.            | Untersatz     | 32′     | (N) |
| 55.            | Prinzipal     | 16′     |     |
| 56.            | Subbaß        | 16′     |     |
| 57.            | Quintatön     | 16′     |     |
| 58.            | Quint         | 10 2⁄3′ |     |
| 59.            | Oktave        | 08′     |     |
| 60.            | Gedeckt       | 08′     |     |
| 61.            | Rohrflöte     | 04′     |     |
| 62.            | Bauernpfeife  | 02′     |     |
| 63.            | Rauschbaß IV  | 5 1⁄3′  |     |
| 64.            | Choralbaß III | 04′     |     |
| 65.            | Mixtur V      | 02′     |     |
| 66.            | Bombarde      | 32′     | (N) |
| 67.            | Posaune       | 16′     |     |
| 68.            | Sordun        | 16′     |     |
| 69.            | Trompete      | 08′     |     |
| 70.            | Clarine       | 04′     |     |

#### Magdalenenorgel (Chororgel)
Beim Sakristeieingang gibt es seit 1978 eine weitere kleine Chororgel, die Magdalenenorgel. Sie hängt als Schwalbennestorgel an der Nordwand des Chores. Ihr Name erinnert an das frühere Patrozinium der Kirche. Gebaut wurde sie von H.-G. Klais. Sie hatte ursprünglich 11 Register auf zwei Manualwerken und Pedal. 1996 wurde die Orgel durch die Firma Hey, Orgelbau in Sondheim/Rhön umgebaut. Im Jahre 2014 wurde das Instrument durch die Orgelbaumanufaktur Vleugels (Hardheim) renoviert und u. a. um ein Auxiliarwerk erweitert. Außerdem wurde im Pedal das Pedalregister Untersatz 32' aus der Hauptorgel spielbar gemacht. Die Chororgel lässt sich seit 2014 vom Generalspieltisch und vom Spieltisch der Hauptorgel aus anspielen. Die einzelnen Werke der Chororgel sind dort frei an alle Manuale und das Pedal der Hauptorgel ankoppelbar.

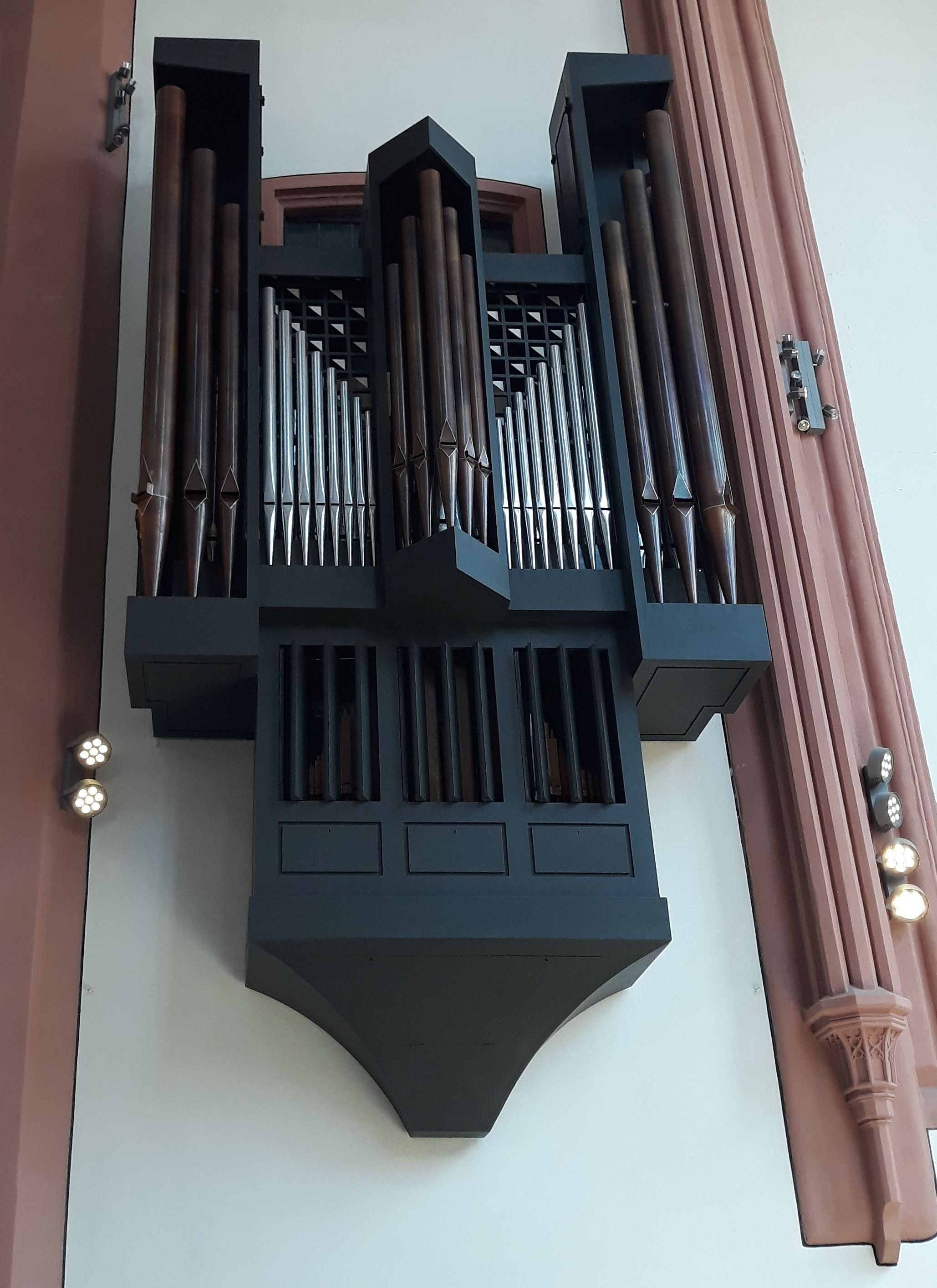
Magdalenenorgel

| I Hauptwerk C–g3 |                 |       |
| 1.               | Harfenprincipal | 8′    |
| 2.               | Rohrflöte       | 8′    |
| 3.               | Principal       | 4′    |
| 4.               | Sesquialtera II | 2 ⁄3′ |
| 5.               | Mixtur III–IV   | 2′    |

| II Brustwerk C–g3 |             |       |
| 6.                | Holzgedackt | 8′    |
| 7.                | Rohrflöte   | 4′    |
| 8:                | Principal   | 2′    |
| 9.                | Quinte      | 1 ⁄3′ |
|                   | Tremulant   |       |

| Auxiliaire C–g3 |                  |     |
| 10.             | Bourdon          | 16′ |
| 11.             | Diapason         | 8′  |
| 12.             | Tibia            | 8′  |
| 13.             | Gamba            | 8′  |
| 14.             | Voix Celeste     | 8′  |
| 15.             | Viola            | 4′  |
| 16.             | Doublette        | 2′  |
| 17.             | Progressio III–V | 2′  |
| 18.             | Hautbois         | 8′  |

| Pedalwerk C–f1 |             |     |
| 19.            | Untersatz   | 32′ |
| 20.            | Subbass     | 16′ |
| 21.            | Gedacktbass | 8′  |
| 22.            | Fagott      | 8′  |

### Kirchenmusiker
- Viktor Lukas (ab 1960)
- KMD Helmut Plattner 1976–1992[20]
- KMD Michael Dorn (seit 2009)[21]

### Glocken
Als Anfang der 1960er Jahre das Glockengeläut vervollständigt werden sollte, wurde zunächst eine kleinere Glocke, die von der Tonhöhe her nicht zu den anderen Glocken passte, an die neue Kirchengemeinde Auferstehungskirche im Ortsteil Saas abgegeben. Gleichzeitig wurden fünf neue Glocken in Auftrag gegeben. Der Guss erfolgte im Oktober 1961 durch die Glockengießerei Bachert, Karlsruhe. Auf Anraten eines Sachverständigen wurden aus statischen Gründen vor dem Aufhängen der Glocken die Glockenstühle um 90° gedreht, so dass die Glocken parallel zur Längsachse der Kirche schwangen. Die Glockenweihe erfolgte im April 1963.
Von den insgesamt acht Glocken hängen je vier im Nordturm und im Südturm. Die größte Glocke des Geläuts wiegt etwa 2500 kg und trägt den Namen Große Glocke.
Im Rahmen der Großsanierung der Kirche zu Beginn des 21. Jahrhunderts wurden auch die Glocken abgenommen und saniert; der stählerne Glockenstuhl wurde durch einen neuen aus Eichenholz ersetzt. Dabei wurde die 1961 erfolgte Drehung der Schwingrichtung um 90° wieder korrigiert.
Am Erntedankfest 2010 feierte man auch die Rückkehr der Glocken an ihren Bestimmungsort.
Über die aktuelle Zusammensetzung des Geläuts und den Ort der Aufhängung gibt folgende Tabelle Auskunft.
| Nr. | Name der Glocke            | Schlagton | Gussjahr | Gießer, Gussort              | Gewicht ca. | Ort der Aufhängung        |
| --- | -------------------------- | --------- | -------- | ---------------------------- | ----------- | ------------------------- |
| 1   | Große Glocke               | cis′      | 1624     | Georg Herold (Nürnberg)      | 2.500 kg    | Nordturm unten, Südseite  |
| 2   | Feuerglocke                | dis′      | 1961     | Gebrüder Bachert (Karlsruhe) | 1.600 kg    | Nordturm unten, Nordseite |
| 3   | Johannesglocke             | e′        | 1624     | Georg Herold (Nürnberg)      | 1.350 kg    | Nordturm oben, Südseite   |
| 4   | Paulusglocke               | fis′      | 1961     | Gebrüder Bachert (Karlsruhe) | 0900 kg     | Nordturm oben, Nordseite  |
| 5   | Gefallenengedächtnisglocke | gis′      | 1961     | Georg Herold (Nürnberg)      | 0800 kg     | Südturm unten, Nordseite  |
| 6   | Dreieinigkeitsglocke       | h′        | 1961     | Gebrüder Bachert (Karlsruhe) | 0400 kg     | Südturm unten, Südseite   |
| 7   | Gebets- oder Mittagsglocke | cis″      | 1624     | Gebrüder Bachert (Karlsruhe) | 0350 kg     | Südturm oben, Nordseite   |
| 8   | Petrusglocke               | e″        | 1961     | Gebrüder Bachert (Karlsruhe) | 0250 kg     | Südturm oben, Südseite    |

### Fürstengruft
Im Chorbereich befindet sich eine Gruft der Markgrafen von Brandenburg-Bayreuth. In den Jahren von 1620 bis 1733 wurden dort 26 Mitglieder der markgräflichen Familie bestattet, darunter die Markgrafen Christian, Christian Ernst und Georg Wilhelm.
Im Rahmen der Sanierung der Kirche der Jahre 2008 bis 2014 wurde auch die Gruft wieder in den Blickpunkt der Öffentlichkeit gerückt. Der Zugang zur Gruft liegt nicht mehr vor, sondern hinter dem Hauptaltar. Von einem Vorraum aus ist durch zwei Glasscheiben ein Blick auf die Särge möglich. Ein Betreten der Gruft ist nicht vorgesehen. In diesem Vorraum werden in einer Videopräsentation Informationen zu den bestatteten Markgrafen und ihren Familien vermittelt.